# 横堀将之
横堀 将之（よこぼり まさゆき、1981年 - ）日本の建築家。米田横堀建築研究所を主宰。 群馬県玉村町生まれ。
2000年 4月 日本大学短期大学部建設学科卒業。2002年 4月 日本大学理工学部海洋建築工学科卒業。
2004年 ～ 2007年 株式会社新建築クリエイト/東京都墨田区、2007年 ～ 2015年 株式会社米田設計/群馬県前橋市、2015年、株式会社米田横堀建築研究所に改称。
代表作に つづく家（2012年 「ぐんまの家」設計・建設コンクール優秀賞）ひかりの家（2014「ぐんまの家」設計・建設コンクール特別賞）ゆるまる家（2014「ぐんまの家」設計・建設コンクール優秀賞）群馬の家 素直な家、山河の家（2017年「ぐんまの家」設計・建設コンクール 最優秀） 草屋根の家 など。